# Nematus reticulatus
Nematus reticulatus är en stekelart som beskrevs av Holmgren 1883. Nematus reticulatus ingår i släktet Nematus, och familjen bladsteklar. Arten är reproducerande i Sverige.